# Obetia
Obetia – rodzaj roślin z rodziny pokrzywowatych (Urticaceae). Obejmuje 5 gatunków. Rośliny te występują w południowej Afryce, na Madagaskarze i na Maskarenach.

## Morfologia
PokrójDrzewa i krzewy o liściach zrzucanych w porze suchej, pokryte parzącymi włoskami.
LiścieUłożone skrętolegle i skupione na końcach pędów. Przylistki wolne.
KwiatyZebrane w silnie rozgałęzione, wiechowate] kwiatostany pojawiające się przed rozwinięciem nowych liści. Kwiaty małe, rozdzielnopciowe. Męskie promieniste, 5-krotne. Żeńskie grzbieciste, 4-krotne. Rośliny dwupienne.
OwoceSpłaszczone niełupki ukryte w trwałym kielichu.

## Systematyka
Rodzaj z rodziny pokrzywowatych (Urticaceae).
Wykaz gatunków
- Obetia carruthersiana (Hiern) Rendle
- Obetia ficifolia Gaudich.
- Obetia madagascariensis (Juss. ex Poir.) Wedd.
- Obetia radula (Baker) Baker ex B.D. Jacks.
- Obetia tenax Friis